# جنيفر بارتليت
جنيفر بارتليت (بالإنجليزية: Jennifer Bartlett)‏ هي نحّاتة ورسامة أمريكية، ولدت في 14 مارس 1941 في لونغ بيتش في الولايات المتحدة.